# Striesen
Striesen è uno dei quartieri più centrali della città tedesca di Dresda. Circa il 7% della popolazione cittadina vi ci abita, rendendolo il quartiere più popoloso della città.

## Storia
Striesen nasce nel 1350 come piccolo borgo su un'area libera vicina alle rive dell'Elba e prende il nome di Streza. La popolazione era composta principalmente da proprietari di aziende agricole e relativi braccianti.
Il quartiere è composto da numerosi villini messi a griglia tra i quali si trova la Schandauer Straße che è l'arteria principale dove passa anche il tram, arrivato nel quartiere già nel 1872. 
Striesen rappresenta il quartiere residenziale ameno, ricco e agiato di Dresda.

## Trasporti
Facilmente raggiungibile è il centro grazie al capillare ed efficiente servizio tram e bus.